# 와촌면
와촌면(瓦村面)은 경상북도 경산시의 면이고, 대구광역시 동구 능성동 및 영천시 금호읍과 접한다. 넓이는 47.91km2이고, 인구는 2006년 기준으로 6,985명이다.

## 연혁
- 고려 충목왕 : 영양군(현 영천군)에 속하였으나 영양군의 개편으로 하주군에 편입
- 1914년 3월 1일 : 부군면 통폐합으로 신령군 남면을 합하여 와촌면이 됨

1914년의 행정구역과 현재의 행정구역 비교
| 조선총독부령 제111호                                                                                 |                                                                       |
| 구 행정구역                                                                                          | 신 행정구역                                                           |
| 하양군 와촌면 도계동/소당동, 원계동/용전동, 대항동/한동, 덕촌동, 동강동, 용천동, 치암동/상동, 시천동 | 와촌면 계당동, 계전동, 대한동, 덕촌동, 동강동, 용천동, 상암동, 시천동 |
| 신녕군 남면 강곡동/황학동, 대동동/중리동/유촌동, 박사동, 소월동, 신기동/한문동, 음지동/양지동        | 와촌면 강학동, 대동동, 박사동, 소월동, 신한동, 음양동                 |

## 행정 구역
| 법정리 | 한자명 | 행정리                    | 비고                   |
| ------ | ------ | ------------------------- | ---------------------- |
| 소월리 | 所月里 | 소월1리, 소월2리, 소월3리 |                        |
| 덕촌리 | 德村里 | 덕촌리                    | 면 행정복지센터 소재지 |
| 시천리 | 匙川里 | 시천1리, 시천2리          |                        |
| 용천리 | 龍泉里 | 용천1리, 용천2리          |                        |
| 계당리 | 溪堂里 | 계당1리, 계당2리          |                        |
| 상암리 | 上岩里 | 상암1리, 상암2리          |                        |
| 계전리 | 溪田里 | 계전1리, 계전2리          |                        |
| 동강리 | 東江里 | 동강1리, 동강2리          |                        |
| 박사리 | 博沙里 | 박사리                    |                        |
| 대동리 | 大同里 | 대동1리, 대동2리          |                        |
| 대한리 | 大閑里 | 대한리                    |                        |
| 신한리 | 新閒里 | 신한리                    |                        |
| 강학리 | 江鶴里 | 강학1리, 강학2리          |                        |
| 음양리 | 陰陽里 | 음양1리, 음양2리          |                        |